# Delphin Verlag (Köln)
Die Delphin Verlag GmbH ist ein deutscher Verlag mit Sitz in Köln, der zur VEMAG Verlags- und Medien AG gehört. Seit 2016 finden sich im Vertrieb des Delphin Verlags die deutschen Ausgaben des englischen Verlags Parragon Books. Schwerpunkte des Programms liegen in den Bereichen Kochbuch, Sachbuch, Geschenksets, Kinderbuch und Kinderbuchlizenzen.
Der Verlag ist nicht identisch mit dem Delphin-Verlag, der bis 1937 in München bestand.

## Geschichte
Der Verlag wurde 1962 in Zürich gegründet und war bis 1977 in Stuttgart. 1978 wurde der Verlagssitz nach München verlegt. Im Jahr 1992 wurde der Verlag in die VEMAG Verlags- und Medien AG integriert. Seitdem ist Köln offizieller Verlagssitz. Anfang der 2000er Jahre wurde die Verlagsaktivität eingestellt.
Im Juli 2016 wurde der Delphin Verlag wiederbelebt. Seitdem vertreibt er die deutschen Bücher des englischen Verlags Parragon.
Der Verlag veröffentlichte unter dem Namen Happy Bücher eine Reihe von Bilderbüchern, die zuvor in den Vereinigten Staaten sehr erfolgreich waren. Unter dem Namen Kleine Disney Bücher erschienen ab 1965 in gleicher Ausstattung Bilderbuchtitel von Walt Disney. Ab Ende der 1960er Jahre erschienen im Delphin Verlag auch die Bilderbücher von Richard Scarry. Unter dem Namen Bunte Delphin-Bücherei wurden ab dem Jahre 1960 kleine Naturführer veröffentlicht.